# پیرگاچا
پیرگاچا (به لاتین: Pirgacha) یک منطقهٔ مسکونی در بنگلادش است که در ناحیه رنگ‌پور واقع شده‌است. پیرگاچا ۲۶۵٫۳۲ کیلومتر مربع مساحت و ۲۵۶٬۵۷۳ نفر جمعیت دارد.